# Teratopora pura
Teratopora pura là một loài bướm đêm thuộc phân họ Arctiinae, họ Erebidae.